# Chris Agius
Hon. Christopher „Chris“ Agius (* 17. November 1961) ist ein maltesischer Politiker der Partit Laburista (PL), der seit 1996 Mitglied des Repräsentantenhauses ist.

## Leben
Christopher „Chris“ Agius besuchte das De La Salle College und begann sein politisches Engagement in der Jungen Sozialistischen Liga GħŻS (Għaqda Żgħażagħ Socjalisti), der Jugendorganisation der Arbeiterpartei PL (Partit Laburista), und war zunächst Sekretär der GħŻS in Bormla und daraufhin Generalsekretär der GħŻS. Er fungierte zeitweilig als Sekretär der PL in Bormla und war zudem Mitglied des Rechnungsprüfungsausschusses des Nationalen Rechnungsprüfungsamtes. Am 29. Oktober 1996 wurde er für die Partit Laburista erstmals zum Mitglied des Repräsentantenhauses (Kamra Tad-Deputati) gewählt und gehört diesem nach seinen Wiederwahlen am 8. September 1998, 14. April 2003, 18. April 2008, 28. März 2013, 6. Juni 2017 und am 26. März 2022 seither als Vertreter des 2. Wahldistrikt an, der Vittoriosa, Senglea, Cospicua, Żabbar, Kalkara und Xgħajra umfasst.
Im Kabinett Muscat II fungierte Agius vom 2. April 2014 bis zum 9. Juni 2017 als Parlamentarischer Sekretär für Forschung, Innovation, Jugend und Sport und wurde im September 2014 einer der drei Vertreter der Europäischen Union bei der Welt-Anti-Doping-Agentur (WADA). Er bekleidete im darauf folgenden Kabinett Muscat III zwischen dem 9. Juni 2017 bis zum 13. Januar 2020 Parlamentarischer Sekretär für Planung und den Immobilienmarkt beim Minister für Verkehr, Infrastruktur und Projekte in der Hauptstadt. Im darauf folgenden Kabinett Abela I übernahm er vom 13. Januar 2020 bis zum 26. März 2022 das Amt als Parlamentarischer Sekretär beim Minister für Grundstücke und Bauwesen. Er wurde nach seinem Ausscheiden aus der Regierung im August 2023 zum Vorsitzenden von Yachting Malta ernannt, eine öffentlich-private Partnerschaft zwischen der Regierung und dem Royal Malta Yacht Club.
Aus seiner Ehe mit Dorothy Agius gingen drei Kinder hervor.